# Бодін Павло Іванович
Павло Іванович Бодін (21 січня 1900, село Сурський Острог, Симбірська губернія, Російська імперія — 2 листопада 1942, Орджонікідзе, РРФСР, СРСР) — радянський воєначальник, генерал-лейтенант (1941). Загинув під час Другої світової війни.

## Біографія
Народився у сім'ї страхового агента. Після закінчення реального училища вступив до Нижегородського університету, але через громадянську війну перервав навчання і вступив у 1919 році до лав Червоної армії.
Учасник громадянської війни в Росії. Потім воював у Туркестані з басмачами.
Закінчив кавалерійські курси в Новочеркаську (1928), після чого був начальником штабу, а згодом і командиром кавалерійського полку. Із 1932 року — начальник оперативного відділу штабу 1-ї кавалерійської дивізії. У 1935 році закінчив Військову академію імені Фрунзе, після чого служив начальником штабу 32-ї кавалерійської дивізії. Під час окупації Заходу України в 1939 році — начальник оперативного відділу штабу армійської кавалерійської групи Українського фронту.
Закінчив Академію Генерального штабу (1941), після завершення навчання служив у штабі 26-ї армії КОВО.

### Німецько-радянська війна
Із початком німецько-радянської війни генерал-майор Бодін — начальник штабу 9-ї армії. Із жовтня 1941 року він був начальником штабу Південно-Західного фронту і водночас начальником штабу Південно-Західного напряму. Із березня 1942 року — 2-й заступник начальника Генерального штабу і начальник Оперативного управління Генштабу.
Із 27 червня 1942 року — знову начальник штабу Південно-Західного фронту. Із 12 по 23 липня 1942 року — начальник штабу Сталінградського фронту. Із 23 серпня 1942 року — начальник штабу Закавказького фронту.

### Загибель
Генерал-лейтенант Бодін особисто керував бойовими діями в районі Орджонікідзе в листопаді 1942 року. 2 листопада 1942 року під час бомбардування німецької авіації генерал Бодін був вбитий. Похований в Тбілісі.

## Військові звання
- Полковник (1936)
- Комбриг (1939)
- Генерал-майор (1940)
- Генерал-лейтенант (1941)

## Нагороди
- Орден Леніна (13 грудня 1942 року, за успіхи на Кавказі; посмертно)
- Орден Червоного Прапора (27 грудня 1941, за контрнаступ під Ростовом)[2]
- Медаль «За оборону Кавказу» (1 травня 1944; посмертно)
- Медаль «XX років РСЧА» (1938)